# Katrin Vernau

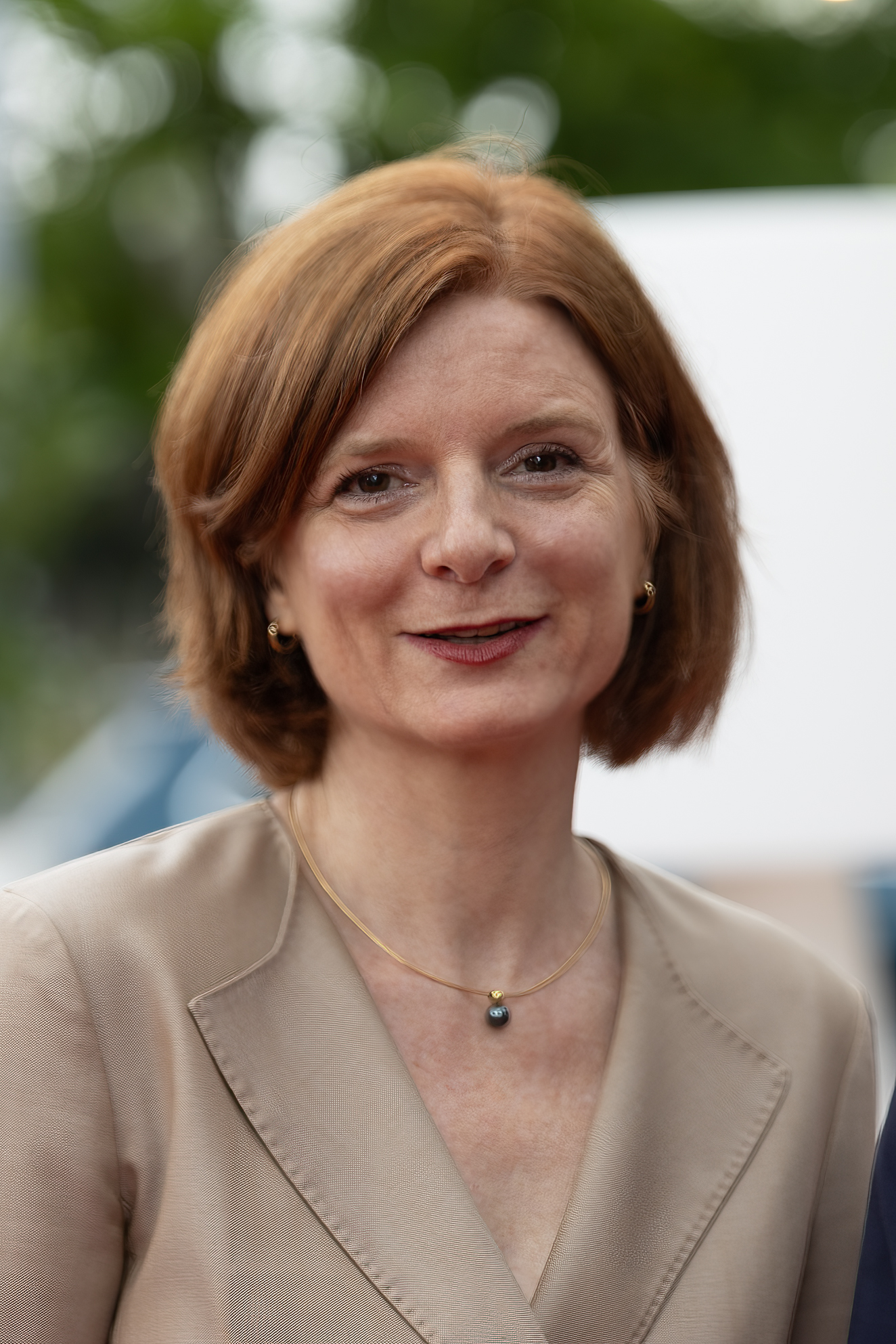
Katrin Vernau beim Deutschen Kamerapreis (2024)

Katrin Vernau (* 18. Mai 1973 in Villingen-Schwenningen) ist eine deutsche Wirtschaftswissenschaftlerin und seit 2025 Intendantin des WDR.

## Ausbildung
Katrin Vernau absolvierte 1992 das Abitur am Gymnasium am Deutenberg in ihrem Geburtsort. Bis 1996 studierte sie Wirtschaftswissenschaften mit den Schwerpunkten Finanz- und Rechnungswesen und Finanzmarkttheorie an der Hochschule St. Gallen und an der Columbia Business School und wurde 2001 an der Wirtschafts- und Sozialwissenschaftlichen Fakultät der Universität Potsdam mit der Dissertationsarbeit „Politisch-administrative Steuerung in großen und mittelgroßen deutschen Kommunalverwaltungen – eine handlungs- und systemtheoretische Betrachtung“ zum Dr. rer. pol. mit der Note magna cum laude promoviert.

## Tätigkeiten in der Wissenschaft
Von 2002 bis 2005 war sie Kanzlerin der Universität Ulm. 2003 erhielt sie ein Fulbright-Stipendium für einen USA-Aufenthalt. 2005 absolvierte sie eine Ausbildung zur zertifizierten Auditorin für das Audit Beruf und Familie bzw. familiengerechte Hochschule der Hertie-Stiftung.
Von Dezember 2006 bis November 2012 hatte Katrin Vernau das Amt der Kanzlerin an der Universität Hamburg inne. Zudem war sie Mitglied des Aufsichtsrats der Dualen Hochschule Baden-Württemberg. Seit 2013 ist sie Mitglied im Hochschulrat der Universität Bonn.
Vor der Landtagswahl in Baden-Württemberg 2011 berief der SPD-Spitzenkandidat Nils Schmid die parteilose Vernau als Kandidatin für das Amt der Wissenschaftsministerin in sein Schattenkabinett.

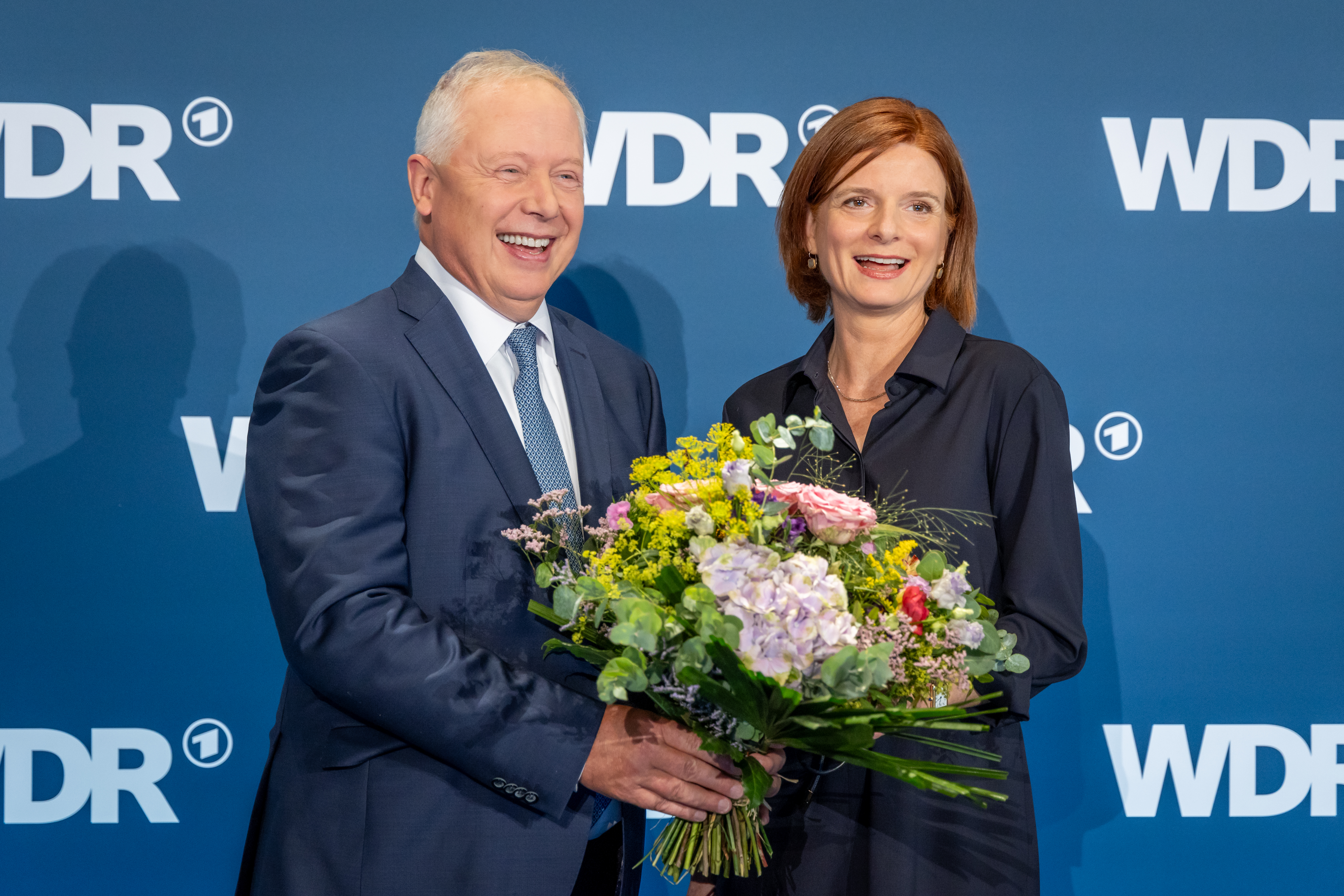
Katrin Vernau mit Tom Buhrow bei der Wahl zur Intendantin des WDR am 27. Juni 2024

## Tätigkeiten in der Wirtschaft
Von 2005 bis 2006 war sie Mitgründerin und Geschäftsführerin des Beratungsunternehmens blv consult in Hamburg.
Ab Dezember 2012 war sie Partnerin der Unternehmensberatung Roland Berger.

## Tätigkeiten in Rundfunkanstalten

### WDR
Im August 2014 wurde Katrin Vernau vom WDR-Rundfunkrat mit 33 von 38 Stimmen für fünf Jahre zur Verwaltungsdirektorin des WDR gewählt, sie trat ihr Amt am 1. März 2015 an. Im Mai 2019 wurde sie für eine zweite Amtszeit als WDR-Verwaltungsdirektorin mit 55 von 59 Stimmen gewählt. In ihrer Amtszeit wurde ihr als Verwaltungsdirektorin vorgeworfen, mitverantwortlich für die Kostenexplosion des WDR-Prestigeprojekts Filmhaus zu sein. Von ursprünglich 80 Millionen Euro für den Bau stiegen die geschätzten Kosten auf 240 Millionen Euro. Der WDR führt die Kostensteigerung auf die Preisentwicklung in der Baubranche zurück. Man habe zu jedem Zeitpunkt Kontrolle über die Kosten gehabt. Die Standortentscheidung war nach einem Prüfbericht des Landesrechnungshofs Nordrhein-Westfalen schon vor Vernaus Amtsantritt zunächst 2007 und final im Jahr 2014 getroffen worden.

### RBB
Am 7. September 2022 wählte der Rundfunkrat des RBB sie als Nachfolgerin von Patricia Schlesinger bis zur Wahl einer neuen Intendantin für maximal ein Jahr zur Interims-Intendantin. Sie war die einzige Kandidatin, der Posten wurde nicht öffentlich ausgeschrieben. Eine vom Rundfunkrat eingesetzte Findungskommission, der die Vorsitzenden des Rundfunkrats, des Verwaltungsrats, des Personalrats und der Freienvertretung angehörten, hatte Katrin Vernau als einzige Kandidatin für die Interimsintendanz vorgestellt. Ohne Gegenkandidaten erreichte sie die nötige Zweidrittelmehrheit im zweiten Wahlgang. Für ihre Zeit beim rbb wurde sie vom WDR von ihrer Stelle als Verwaltungsdirektorin beurlaubt.
Vernau übernahm als Intendantin, als der rbb in eine schwere Krise geraten war, die zur fristlosen Kündigung der Vorgängerin durch den Verwaltungsrat geführt hatte. Der rbb stand 2022, wie auch der Rechnungshof von Berlin ein Jahr später in seinem Bericht konstatierte, vor der Zahlungsunfähigkeit. Zudem hatten die Kontrollmechanismen versagt und die Grundsätze von Wirtschaftlichkeit, Sparsamkeit und Ordnungsmäßigkeit waren verletzt worden. Ende August 2023 bilanzierte Vernau ihr einjähriges Wirken in mehreren Interviews.
Obwohl Vernau für eine zweite Amtszeit als Intendantin des RBB bereitgestanden hätte, lehnte der Rundfunkrat den Antrag eines Mitglieds auf nachträgliche Nominierung für die Wahlliste ab. Zur Wahl des Intendanten am 16. Juni 2023 kandidierte sie nicht. Als Nachfolgerin von Vernau wurde am 16. Juni 2023 Ulrike Demmer zur neuen Intendantin des RBB gewählt.
Als Nachfolgerin für den scheidenden WDR-Intendanten Tom Buhrow bewarb sich Vernau und wurde 2024 durch eine Findungskommission neben drei Kandidaten ausgewählt. Außer Vernau standen auch Elmar Theveßen, Helge Fuhst und Jörg Schönenborn dem Rundfunkrat am 27. Juni 2024 zur Wahl. Da im ersten Wahlgang keiner die erforderliche absolute Mehrheit erreichte, wurde ein zweiter Wahlgang zwischen den Bestplatzierten Vernau und Fuhst notwendig. Vernau erhielt im zweiten Wahlgang 36 der 55 Stimmen und übernahm das Amt am 1. Januar 2025. Die Amtszeit beträgt sechs Jahre.

## Kritik
Katrin Vernau wurde dafür kritisiert, sich wiederholt für eine stärkere „Abbildung“ von Positionen der Partei AfD in der ARD ausgesprochen zu haben. In einem Interview mit Spiegel Online bedauerte sie, dass ein Wahlkampfduell zwischen Mario Voigt und Björn Höcke nicht in der ARD ausgestrahlt wurde.
Katrin Vernau erhielt beim RBB zusätzlich zu ihrem Jahresgehalt von 297.000 Euro brutto einen monatlichen Mietzuschuss von 1.500 Euro für eine Zweitwohnung in Berlin. Außerdem erhielt sie vom RBB für dienstliche Zwecke eine Bahncard 100 First im Wert von 7.010 Euro jährlich. Auf einen Dienstwagen verzichtete sie im Gegensatz zu ihrer Vorgängerin. Die Freienvertretung des RBB kritisierte Vernau wegen des Mietzuschusses. Vernau verteidigte den Mietzuschuss mit der kurzfristigen Amtsübernahme. Es sei unklar gewesen, wie lange ihre Tätigkeit beim RBB andauere, deshalb sei es notwendig gewesen, ihre Wohnung am Dienstsitz des WDR in Köln beizubehalten.